# イツァーク・シュテルン
イツァーク・シュテルン（Itzhak Stern、1901年1月25日 - 1969年）は、ユダヤ系ポーランド人の会計士。「イザック・シュターン」とも表記される。

## 人物
彼は映画「シンドラーのリスト」で、実業家オスカー・シンドラーの会社の会計士として知られるが、実際はポーランド、クラクフの織物会社、ブーフハイスター商会の会計主任、後にプログレス産業の従業員だった。クラクフ・ゲットーが解体されてからはクラクフ・プワシュフ強制収容所内のオフィスで働いた。シンドラーが工場をブリュンリッツに移転した際、シュテルンもシンドラーのリストに載せられた他のユダヤ人とともに、工場の従業員として移った。
シュテルンは、シンドラーの右腕で、シンドラーによるユダヤ人の救出に際してはその中心人物として働いた。彼は、役立たずとして殺されるのが確定的になったユダヤ人にも工場で働く機会を与えた。また、たとえば物書きのような人を金属加工工と偽るような書類の偽装も行った。
イツァーク・シュテルンとオスカー・シンドラーの関係は、当初は純粋に仕事上のものであったが、時の経過の中で彼らの間に深い友情が芽生えて行った。イツァーク・シュテルンが1969年に亡くなった時、シンドラーがその埋葬を手配し、その友人たちの中で人目を憚ることなく号泣した。
映画「シンドラーのリスト」で、シンドラーがシュテルンを貨車から救い出すシーンがあるが、実際に救い出されたのは、シンドラーの会社の事務主任、アブラハム・バンキール。

## 演じた人物
- ベン・キングズレー：映画『シンドラーのリスト』